# Sophia Magdalena a Danemarcei
Sofia Magdalena a Danemarcei și Norvegiei (3 iulie 1746 – 21 august 1813) a fost regină a Suediei.
A fost cel mai mare copil al regelui Frederick al V-lea al Danemarcei și Norvegiei și a reginei Louise a Marii Britanii. Bunicii materni erau George al II-lea al Marii Britanii și Caroline de Ansbach. 

## Primii ani
La vârsta de cinci ani (1751), a fost logodită cu moștenitorul tronului Suediei, Gustav. Căsătoria a fost aranjată de Parlament nu de Casa Regală suedeză și nu a fost pe placul reginei Louisa Ulrika a Prusiei, care era în conflict cu parlamentul și care dorea ca fiul ei să se căsătorească cu nepoata sa, Philippine de Brandenburg-Schwedt. La 1 octombrie 1766 Sophia s-a căsătorit prin procură cu Gustav la Palatul Christiansborg din Copenhaga. Cei doi s-au căsătorit în persoană la Stockholm pe 4 noiembrie.
La curtea suedeză a fost primită cu amabilitate de rege însă soacra sa o ura iar soțul său o ignora. Louisa Ulrika a încurajat distanțarea dintre fiul ei și soția acestuia în ciuda faptului că Sophia era frumoasă, a adus o zestre mare și era perfect educată pentru a fi o bună regină. Fiind o natură rezervată, era considerată rece și arogantă. După moartea regelui Adolf Frederick  în 1771, Gustav a devenit rege al Suediei. Anul următor, Sophia Magdalena a fost încoronată regină. 

## Regină

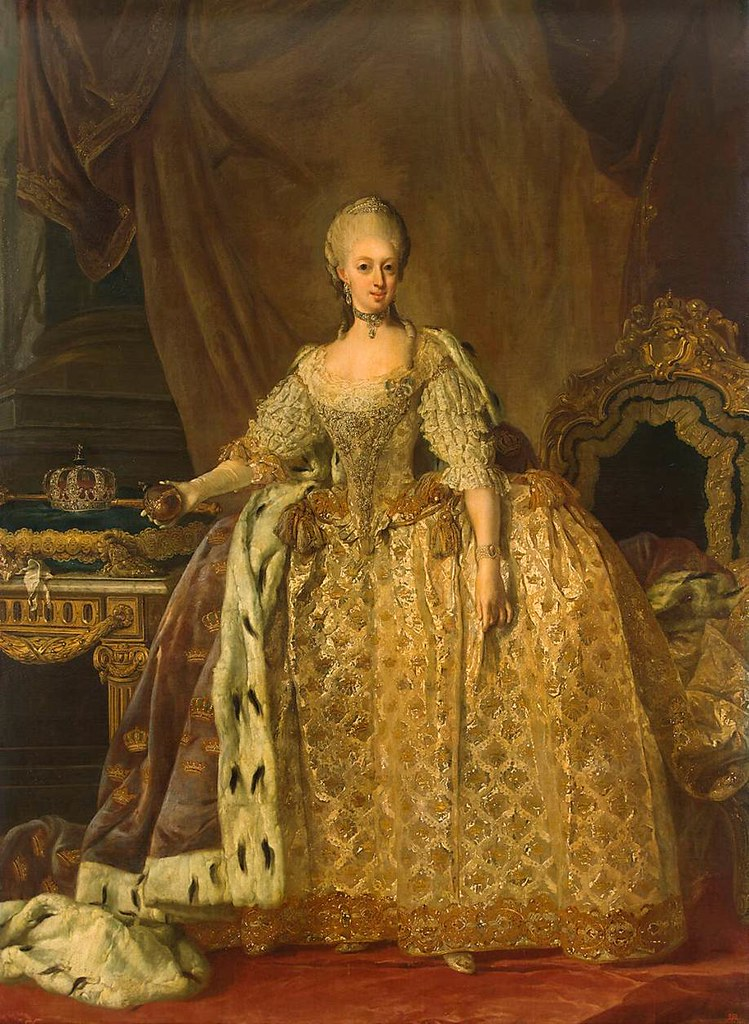
Regina Sophia Magdalena

Regina Sophia Magdalena era serioasă și foarte timidă și nu a făcut niciodată parte din cercul regelui. Ea și soțul ei aveau personalități diferite, ceea ce a mărit distanța dintre ei. Îi displăcea stilul de viața de la curtea din jurul soțului ei. Când își efectua îndatoririle de regină, cumnata sa o descria ca fiind „forțată să întâlnească oameni”. Ducesa a descris-o în jurnalul său ca timidă, frumoasă, rece, tăcută, foarte politicoasă, mândră și nesociabilă. Sophia Magdalena prefera să stea la reședința sa, Palatul Ulriksdal ori de câte ori putea. Avea două prietene intime, Maria Aurora Uggla Ehrengranat și baronesa Virginia Charlotta Duwall Manderström, care au rămas domnișoare de onoare și după ce s-au căsătorit, lucru neobișnuit pentru curtea suedeză. 
Iubea singurătatea și îi plăcea să-și petreacă zilele în apartamentele ei, cinând singură. Nu avea nimic de-a face cu politica cu excepția cazului din timpul războiului din 1788 când a primit sarcina de a iniția negocierile de pace cu Danemarca; l-a chemat pe ambasadorul danez, a vorbit cu el și i-a înmânat o scrisoare pentru regele Danemarcei.
Sophia Magdalena este cea mai cunoscută în istoria Suediei prin scandalul creat în jurul căsniciei sale și a legitimității fiului ei. Căsătoria ei a fost aranjată politic iar la început Sophia Magdalena a fost descrisă de soțul ei ca fiind "rece ca gheața ". Căsătoria lor nu a fost consumată până în 1775, nouă ani după nuntă. Au existat zvonuri că regele era homosexual sau cu sexualitate subdezvoltată. Sexualitatea lui, care a influențat viața Sophiei Magdalena a fost mult dezbătută. Diverse documente scrise în timpul vieții sale au susținut că a fost bisexual. S-a îndrăgostit de nobila Charlotte du Rietz în 1768; nu este cunoscut dacă aventura a fost consumată. Ca adolescent, a făcut o pasiune pentru mama contelui  Axel von Fersen, frumoasa Hedvig Catharina De la Gardie. Surse de încredere explică faptul că atât regele cât și regina aveau serioase probleme anatomice care au dus la complicații erotice și profesorul Erik Lönnroth de la Academia suedeză ajuns la concluzia că nu există nici o bază concretă pentru presupunerea că regele Gustav al III-lea a fost înclinat spre homosexualitate sau bisexualitate, și nici că Gustav Adolf a fost ilegitim. 
Status quo dintre Gustav al III-lea și soția sa a fost alimentat de regina mamă care nu voia competiție în influența asupra fiului ei. Educația religioasă a Sophiei Magdalena și caracterul ei introvertit au determinat-o să evite curtea lui Gustav, ceea ce a făcut-o mai puțin atractivă în ochii soțului ei.
În 1774 regele a aranjat căsătoria dintre fratele său, viitorul rege Carol al XIII-lea al Suediei și Hedwig Elizabeth Charlotte de Holstein-Gottorp pentru a rezolva problema imediată a unui moștenitor la tron. Ducesa a avut sarcini false și avorturi spontane care au putut să-l determine pe rege să consume căsnicia și să aibă propriul fiu.
În 1778 Sophia Magdalena l-a născut pe Gustav Adolf, succesor la tronul suedez iar în 1782 a născut al doilea fiu, Charles Gustav, care a trăit numai un an. În unele cercuri s-a sugerat că primul fiu al regelui ar fi fost al contelui Frederick Munck.

### Scandalul succesiunii
Adevărul era oarecum diferit: acesta a fost sugerat de scrisori ale celor implicați și anume că Munck a acționat în calitate de instructor sexual. Probabil regele era virgin așa cum era și regina iar Munck a fost chemat să ajute cum să-și consume căsătoria. Munck, un nobil finlandez, care era în acel moment maestru stabil, era cunoscut pentru aventurile sale; Munck era îndrăgostit de Anna Sofia Ramström, domnișoară de onoare a reginei. Contele și Ramström urmau să fie prezenți într-o  cameră alăturată gata de a fi de ajutor dacă este nevoie.
Când acest lucru a devenit cunoscut, mulți oameni au speculat pe exact modul în care acest tip de asistență a fost realizat. Oamenii și-au imaginat că Munck avut contact cu regina pentru a demonstra, și de asemenea că a avut relații sexuale cu regina cu penisul între coapsele regelui. Există și o caricatură care exemplifică acest lucru.

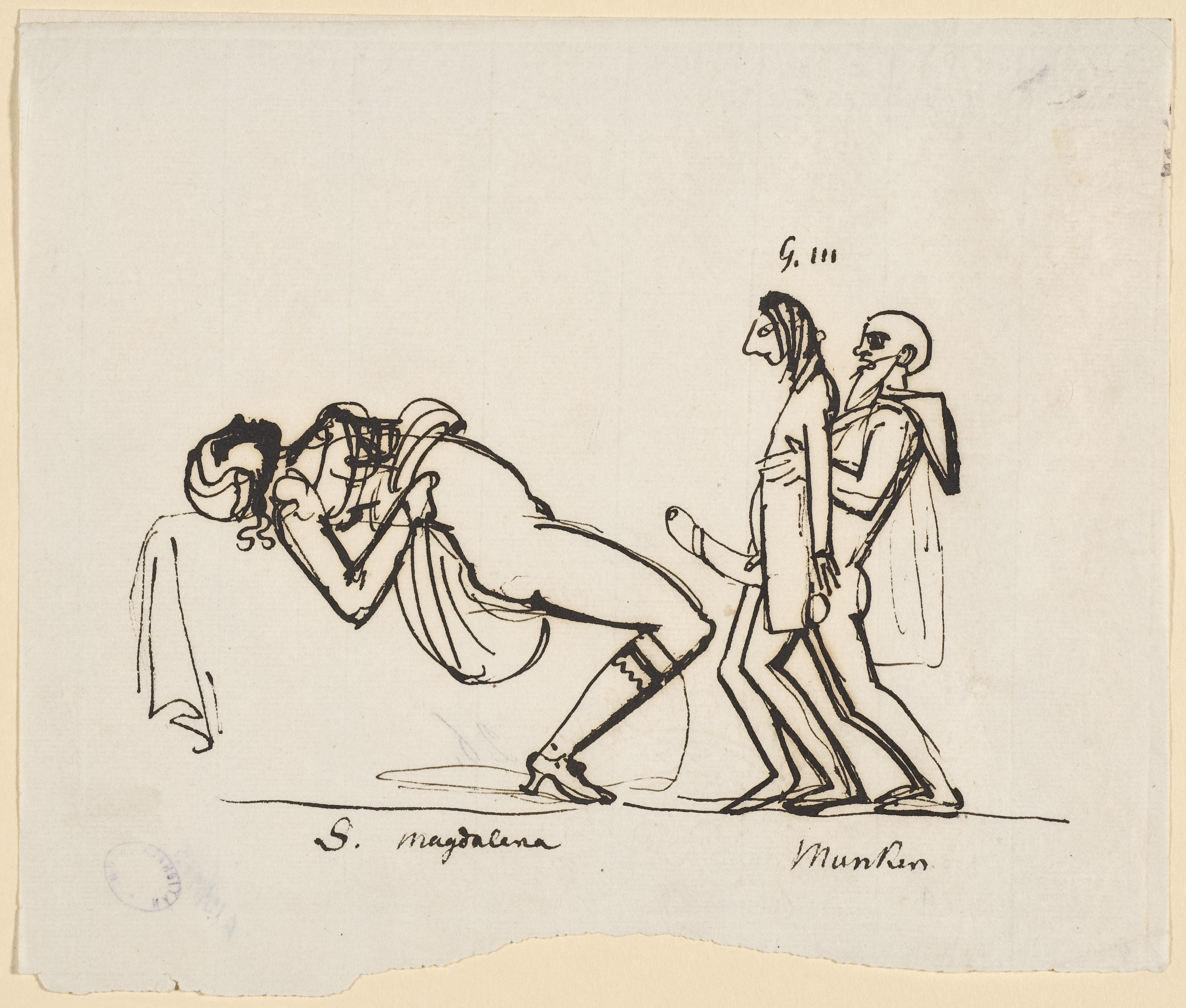
Faimoasa caricatură cu Sophia Magdalena, Gustav III și Adolf Fredrik Munck.

Instructajul sexual al lui Munck a fost confirmat dar nu există nici o dovadă că el a mers atât de departe în asistența sa așa cum sugerau zvonurile sau că el ar fi fost tatăl prințului. Nici regele nici regina nu au fost vreodată descriși ca având un mare interes pentru sex dar zvonurile au devenit persistente când regina i-a dăruit lui Munck un ceas cu imaginea ei, o pensie și un inel cu diamante iar regele l-a promovat.
Cercul din jurul fratelui regelui, Ducele Carol, viitorul Carol al XIII-lea al Suediei, care își dorea tronul, a încurajat aceste zvonuri. Zvonurile s-au răspândit în întreaga societate.  Regina mamă Louisa Ulrika a Prusiei a proclamat că fiul Sofiei era nelegitim, acuzând-o pe Sofia Magdalena de a fi prea frigidă pentru un amant și deci că regele i-a ordonat acest lucru. Au existat chiar zvonuri că regele și regina au divorțat în secret și că ea s-a măritat cu Munck. Regina mamă i-a ordonat fiului ei mai mic să-l interogheze pe Munck. Atât regele cât și regina au fost șocați de acuzații. Sofia a jurat că nu va mai vorbi cu regina mamă și într-adevăr, nu a mai făcut acest lucru.
Regele a aranjat ca mama sa să-și ceară scuze public pentru acuzații. Între anii 1775 și 1783 probabil cuplul regal a fost fericit. Sofia era tratată cu respect după ce asigurase un moștenitor. După decesul celui de-al doilea copil (1783) mariajul a revenit la starea anterioară. O scurtă împăcare (1787) a fost comentată de ducesa Hedwig Elizabeth Charlotte în jurnalul său ca temporară, fără nici o speranță de a fi completă și de durată, că regele nu era "receptiv la farmecul feminin"; o altă insinuare că el a fost homosexual.
În 1787, Sophia Magdalena a depus suma de 50.000 de coroane într-un cont pentru Munck, care a fost văzut ca un „cadou de rămas bun”. La acea vreme Munck începuse o relație cu balerina Giovanna Bassi pe care Sofia Magdalena n-o plăcea. Regele a fost îngrozit când a auzit acest lucru și a încercat să-l păstreze în secret. 

## Viața târzie

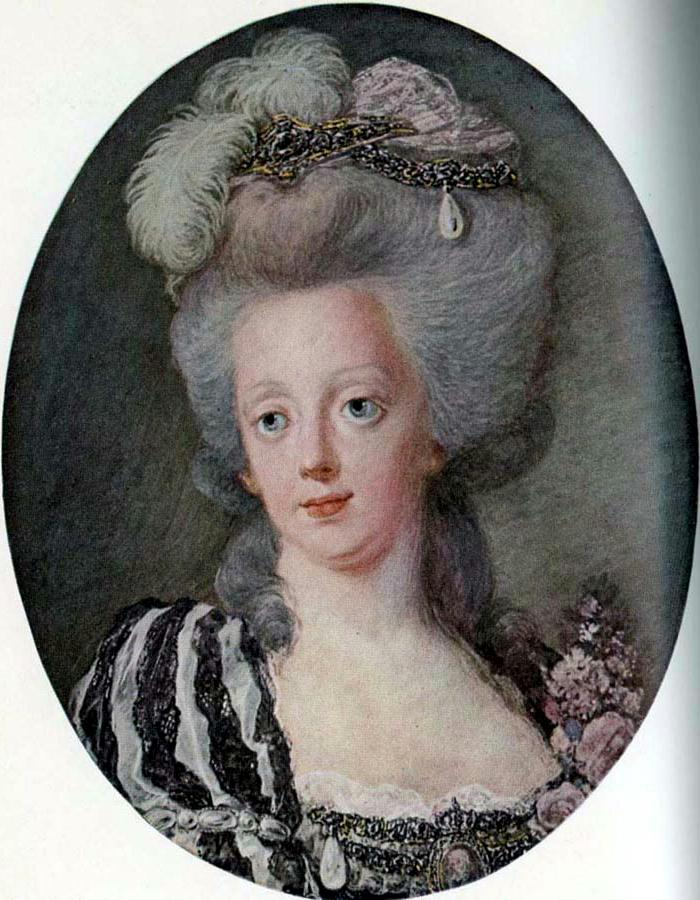
Sophia Magdalena în 1792

Văduvă în 1792, după ce soțul ei a fost ucis, Sofia a trăit o viață retrasă și-a petrecut mult timp făcând acțiuni de caritate. A fost profund îngrozită de asasinarea soțului ei, dar ea a făcut, de asemenea, un scandal prin refuzul de a se îmbraca în doliu, și a fost o mare ușurare pentru ea să fie văduvă și să se retragă din viața publică. Cumnatul ei, Ducele Carol, a devenit regent și ea a evitat un rol politic.
În 1797, ea a insistat să se sară peste protocol pentru a o face pe nora sa Frederica de Baden să se simtă binevenită, amintindu-și perioada când a fost ea mireasă. Nu a avut nici o influență politică după moartea soțului ei. În 1809, ea a asistat la abdicarea fiul ei, regele Gustav IV Adolf al Suediei, după ce Suedia a pierdut Finlanda în fața Rusiei. Regele a fost trimis în exil și înlocuit cu unchiul său patern, Carol al XIII-lea. Sofia Magdalena a rămas în Suedia până la moartea ei. 
În 1810-1811, ea a fost una dintre puținele persoane de la Curtea suedeză, care s-a purtat frumos cu Desiree Clary deși soțul lui Desiree a privit-o cu suspiciune, ea a declarat că nu a fost ofensată că Jean-Baptiste Bernadotte a luat locul fiului ei însă Bernadotte nu a crezut-o. Regina mamă a petrecut ultimii ani pe proprietatea ei și nu a vizita Curtea foarte des. 
S-a spus despre ea: A rămas una dintre cele mai tragice și izolate persoane din istoria Curții suedeze.